# سیارک ۳۳۶
سیارک ۳۳۶ (به انگلیسی: 336 Lacadiera، نامگذاری:1892D) سیصد و سی و ششمین سیارک کشف شده‌است که در ۱۹ سپتامبر ۱۸۹۲ و در نیس کشف شد.
قدر مطلق سیارک برابر ۹٫۷۶ است.